# 凯拉凯拉
凯拉凯拉（Kela Khera），是印度北阿坎德邦Udham Singh Nagar县的一个城镇。总人口7783（2001年）。

## 人口
该地2001年总人口7783人，其中男性4118人，女性3665人；0—6岁人口1736人，其中男900人，女836人；识字率34.49%，其中男性为43.47%，女性为24.39%。